# 加佐第別墅

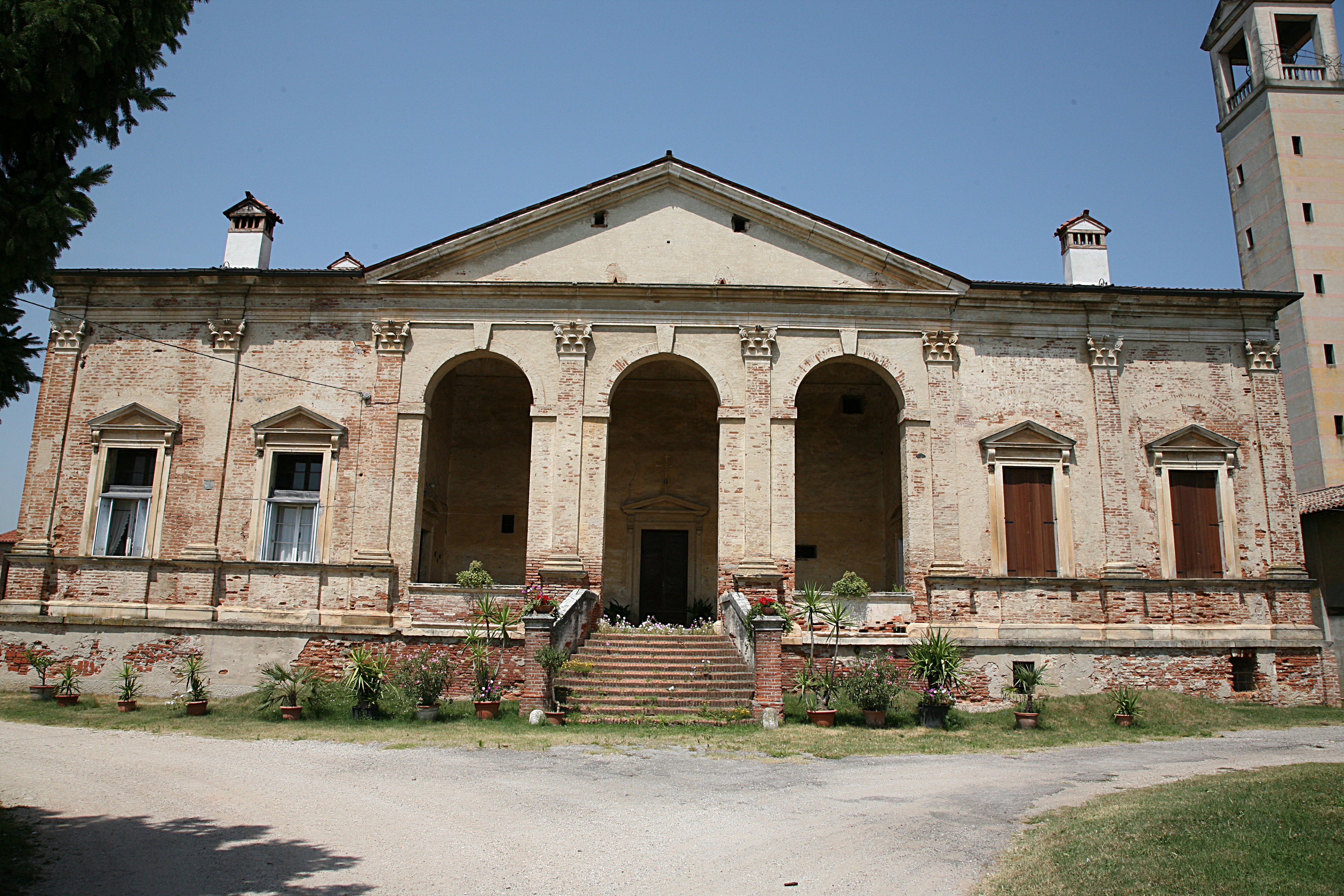
加佐第別墅入口处外观

加佐第別墅（義大利語：Villa Gazzotti Grimani）是位於義大利城市維琴察的一座別墅建築。1994年，加佐第別墅被聯合國教科文組織列入世界文化遺產。